# Anne Enger
Anne Enger, tidigare Anne Enger Lahnstein , född 9 december 1949 i Trøgstad, Østfold fylke är en norsk politiker inom Senterpartiet och ämbetsman. Hon var partiledare för Senterpartiet 1991–1999 och är mest känd för sin kamp mot norskt medlemskap i EU, vilket i samband med folkomröstningen 1994 gav henne namnet "nej-drottningen". Från 2004 till 2015 var hon fylkesman i Østfold. Från 2018 till 2020 var hon medlem i norska Nobelkommittén.
Enger tog studentexamen 1968, sjuksköterskeexamen 1972 från Det norske Diakonhjem samt diakonutbildning och socionomexamen från samma ställe 1975. Hon var sjukvårdslärare vid Det norske Diakonhjem 1975–1978.

## Stortinget och regeringen
Enger var stortingsledamot för Akershus fylke från 1985 till 2001. Hon satt i regeringen från 17 oktober 1997 till 8 oktober 1999, under statsminister Kjell Magne Bondevik, och var under denna tid kulturminister. Därutöver var hon tillförordnad statsminister från 31 august 1998 till 24 september 1999, under Bondeviks sjukdom, och tillförordnad olje- och energiminister från 26 mars 1999 till 27 augusti 1999.

## Senterpartiet
Enger var vice partiledare för Senterpartiet från 1983 till 1991 och därefter partiledare från 1991 till 1999. Under hennes partiledartid fick Senterpartiet ökat stöd och positionerade sig som det ledande nej-partiet inför folkomröstningen om norskt EU-medlemskap 1994. Stortingsvalet 1993 blev partiets bästa någonsin med 16,7% av rösterna, och Senterpartiet var näst störst i Stortinget med 32 platser, ungefär en tredubbling från föregående period.
Efter att hon lämnade rikspolitiken var Enger generalsekreterare i Redningsselskapet 2001–2003 innan hon tillträdde posten som fylkesmann i Østfold, vilket hon var 2003 till 2015.